# Traun- und Atterseer Flyschberge

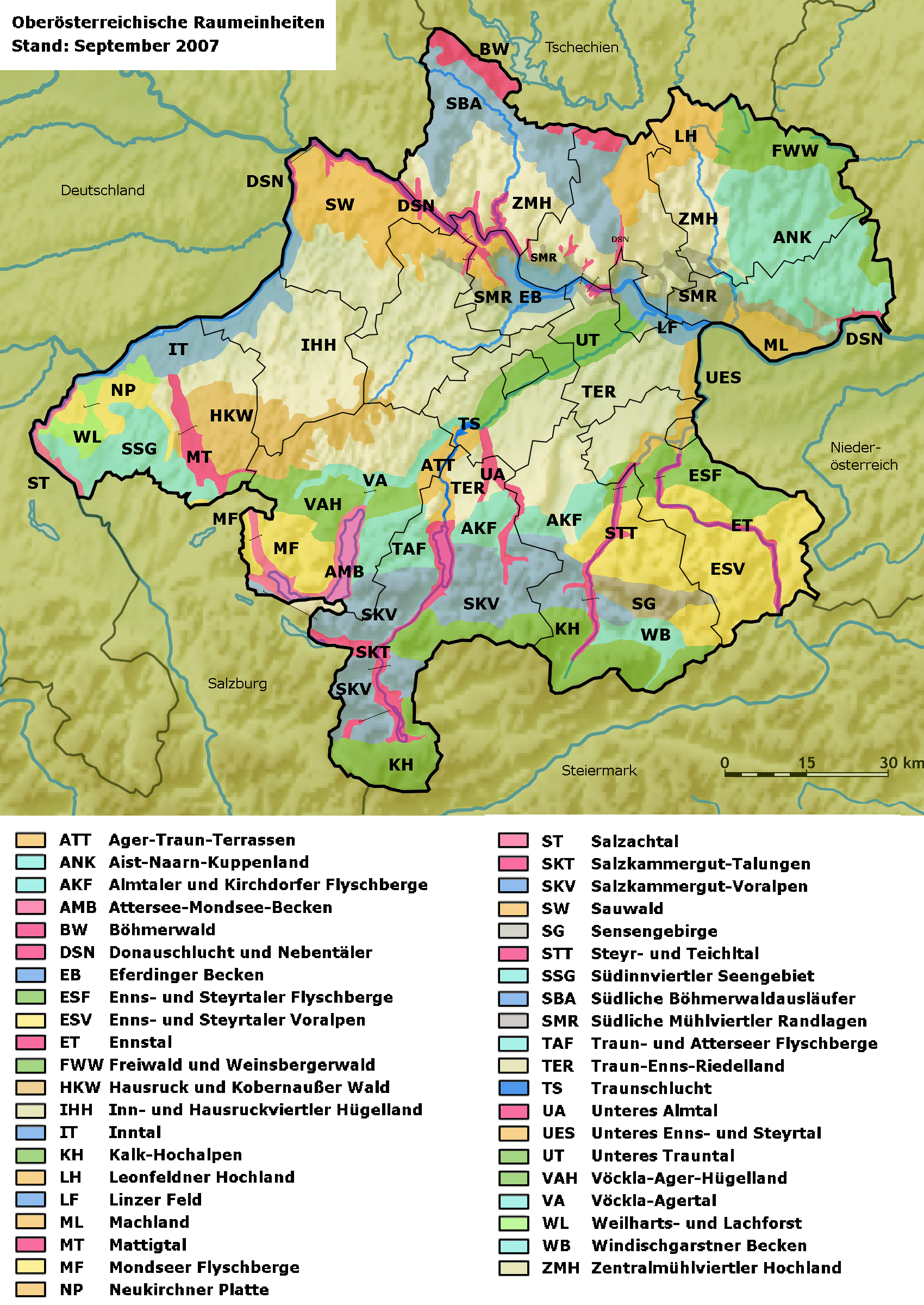
Alle OÖ Raumeinheiten

Die Traun- und Atterseer Flyschberge sind eine von 41 Oberösterreichischen Raumeinheiten und liegen im Alpenvorland.

## Lage
Die Raumeinheit liegt in den Bezirken Vöcklabruck und Gmunden und wird durch den Traunsee im Osten und den Attersee im Westen begrenzt.
Die Fläche der Traun- und Atterseer Flyschberge beträgt rund 160 km², wobei die maximale West-Ost-Ausdehnung rund 18 km beträgt. Die maximale Nord-Süd-Ausdehnung ist 14 km. Der tiefste Bereich liegt bei rund 430 m ü. A. in der Nähe des Traunsees. Die höchste Erhebung des Gebiets ist der Richtberg mit 1036 m ü. A.
Folgende Gemeindegebiete liegen größtenteils in den Traun- und Atterseer Flyschbergen (alphabetisch sortiert): Aurach am Hongar, Altmünster, Pinsdorf, Schörfling, Traunkirchen und Weyregg.
Die Raumeinheit ist von folgenden OÖ Raumeinheiten umgeben (Im Uhrzeigersinn, beginnend im Norden):
Vöckla-Ager-Hügelland, Ager-Traun-Terrassen, Traun-Enns-Riedelland, Salzkammergut-Talungen, Salzkammergut-Voralpen und Attersee-Mondsee-Becken.
Die Traun- und Atterseer Flyschberge sind in vier Untereinheiten unterteilt:
- Nördlich auslaufende Flyschhänge
- Waldarmes Hügelland des Flysch
- Sanfthügelige Moränenlandschaft
- Waldgebiet

## Charakteristik
- Niederschlagreiches Hügelland aus Sandstein zwischen 800 und 1000 Metern Seehöhe.
- Das Waldgebiet der Kuppenbereiche ist überwiegend mit geschlossenen Fichtenwäldern bewaldet. Diese Wälder werden durch Kahlschlag bewirtschaftet. Die restlichen Wälder weisen einen höheren Laubholzanteil aus, jedoch sind naturnahe Wälder selten. Die Wälder sind eng mit der umliegenden Landschaft verzahnt.
- Es existieren zahlreiche Bäche, die im Unterlauf oft verbaut sind. Die Aurach wird wirtschaftlich genutzt. Die Bäche sind von naturnahen Galeriewäldern gesäumt. Es gibt auch kleine, oft temporär wasserführende Bäche und einzelne Sumpfquellen.
- Im Ostteil dominiert die Grünlandnutzung, im Norden und Westen die reichhaltige, bäuerliche Kulturlandschaft. Grünlandzonen sind eher selten zu finden.
- Die ebenen und waldarmen Gebiete dienen als Siedlungsgebiete mit hoher Zersiedlung. Es gibt viele Zweitwohnsitze in diesem Gebiet.
- Der Tagestourismus ist prägend, es finden sich einige Aussichtspunkte mit Panoramablick und Fernsicht.